# Janówka (powiat ząbkowicki)
Janówka – wieś w Polsce położona w województwie dolnośląskim, w powiecie ząbkowickim, w gminie Ciepłowody.
| SIMC       | Nazwa | Rodzaj  |
| ---------- | ----- | ------- |
| nie nadano | Racz  | kolonia |

## Podział administracyjny
W latach 1975–1998 miejscowość administracyjnie należała do województwa wałbrzyskiego.